# Etwas Kleines
Die Polka mit dem Titel Etwas Kleines ist eine Polka française von Johann Strauss (Sohn) (op. 190). Das Werk wurde am 3. Mai 1857 in Ungers Casino in Wien erstmals aufgeführt.

## Einzelnachweis
1. ↑  Quelle: Englische Version des Booklets (Seite 88) in der 52 CDs umfassenden Gesamtausgabe der Orchesterwerke von Johann Strauß (Sohn), Hrsg. Naxos (Label). Das Werk ist als dritter Titel auf der 33. CD zu hören.